# Jupiteria manawatawhia
Jupiteria manawatawhia är en musselart som först beskrevs av Powell 1937.  Jupiteria manawatawhia ingår i släktet Jupiteria och familjen tandmusslor. Inga underarter finns listade i Catalogue of Life.